# Rodrigo Alonso
Rodrigo Sebastián Alonso (* 11. Februar 1982 in Hurlingham) ist ein ehemaliger argentinischer Fußballspieler und -trainer.

## Karriere

### Spieler
Rodrigo Alonso begann seine Profikarriere 2003 bei CA Huracán und spielte vorrangig in unterklassigen argentinischen Teams. Von CA Acassuso, wo er von 2006 bis 2014 unter Vertrag stand, wechselte er leihweise 2012 nach Chile zu Deportes Concepción. Von 2017 bis 2022 spielte er für Almirante Brown und beendete im Alter von 40 Jahren seine Karriere.

### Trainer
Nach seinem Karriereende wurde Alonso im Januar 2023 Sportdirektor bei Almirante Brown und übernahm von Februar bis April 2024 den Posten als Cheftrainer.

## Erfolge
- Argentinischer Zweitligameister: 2020